# Mezquita de Selim
La mezquita de Selim (en turco Selimiye Camii) es un templo musulmán, de época otomana, en la ciudad de Edirne, Turquía.
En 1575, el sultán Selim II encargó al arquitecto real otomano, Sinan, la construcción de una enorme mezquita en la ciudad de Edirne. La mezquita de Selim es hoy el símbolo y monumento más característico de la ciudad, famosa por poseer los minaretes más altos de toda Turquía, que miden 70,9 metros.
La mezquita, junto a sus instalaciones (külliye) fueron declaradas Patrimonio de la Humanidad por la Unesco en 2011.
Esta mezquita de planta cuadrada fue auspiciada en el año 1522 por el sultán Suleimán el Magnífico, siendo uno de los primeros templos islámicos que se construyeron tras la conquista otomana de Constantinopla; fue construida para homenajear al que fuera padre de Suleimán, Yavuz Sultán Selim, y sus cimientos se estructuraron sobre las antiguas. La Mezquita Selimiye se encuentra en el centro de la histórica ciudad de Edirne, la capital de la Tracia y antigua capital del imperio otomano. Fue sufragada por el sultán Selim II y se construyó entre 1569 y 1575. Como muchas de las mezquitas imperiales, está rodeada de un complejo que integra un hospital, una escuela, unos baños y una zona de tiendas. Al estar situada sobre una zona elevada del terreno, el soberbio edificio se puede ver desde muy lejos, dominando el horizonte de la ciudad. La mezquita tiene cuatro minaretes de 83 metros de altura que fueron durante siglos los más altos del mundo.

## Galería

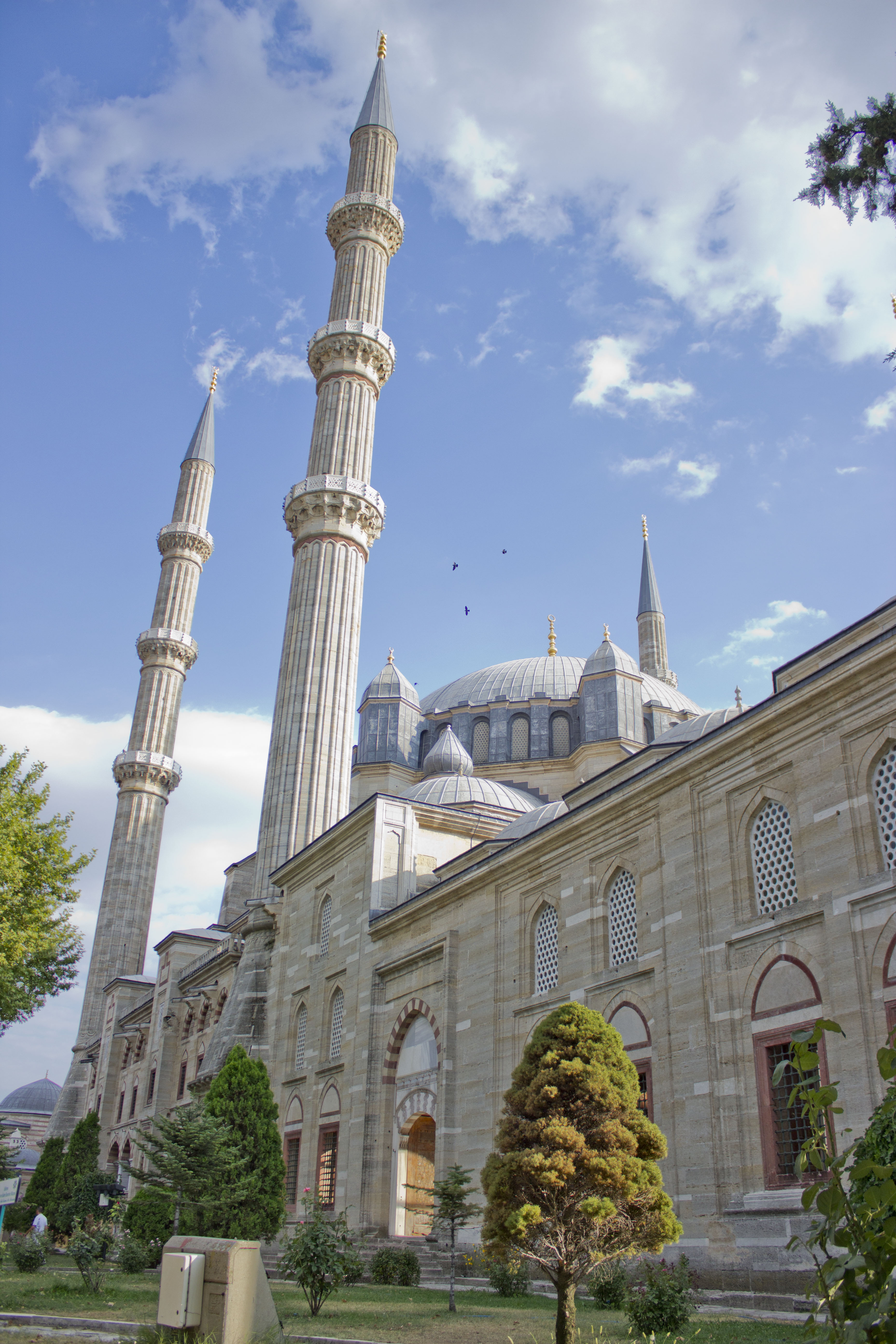
Vista de los minaretes
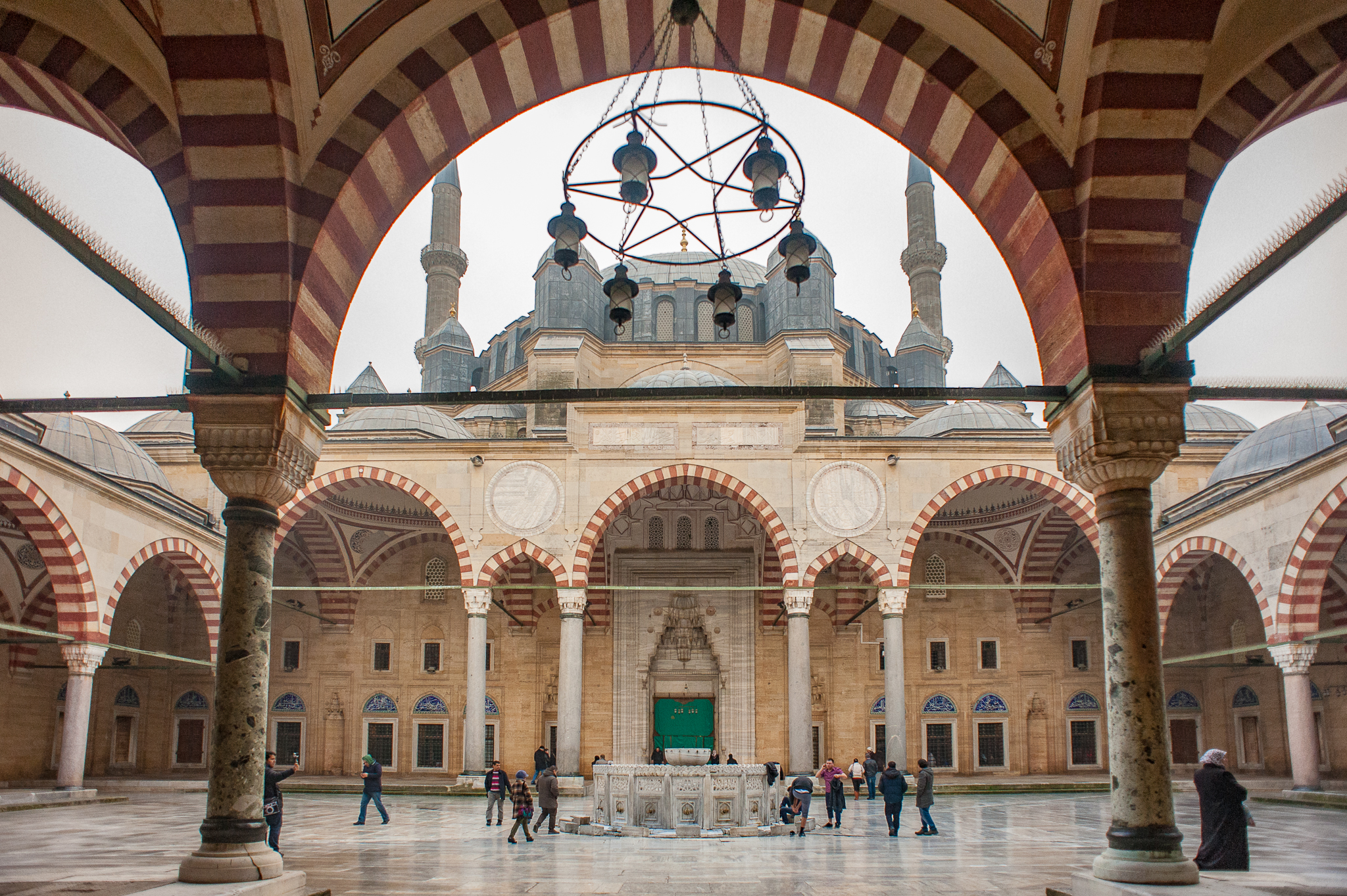
Patio de la mezquita
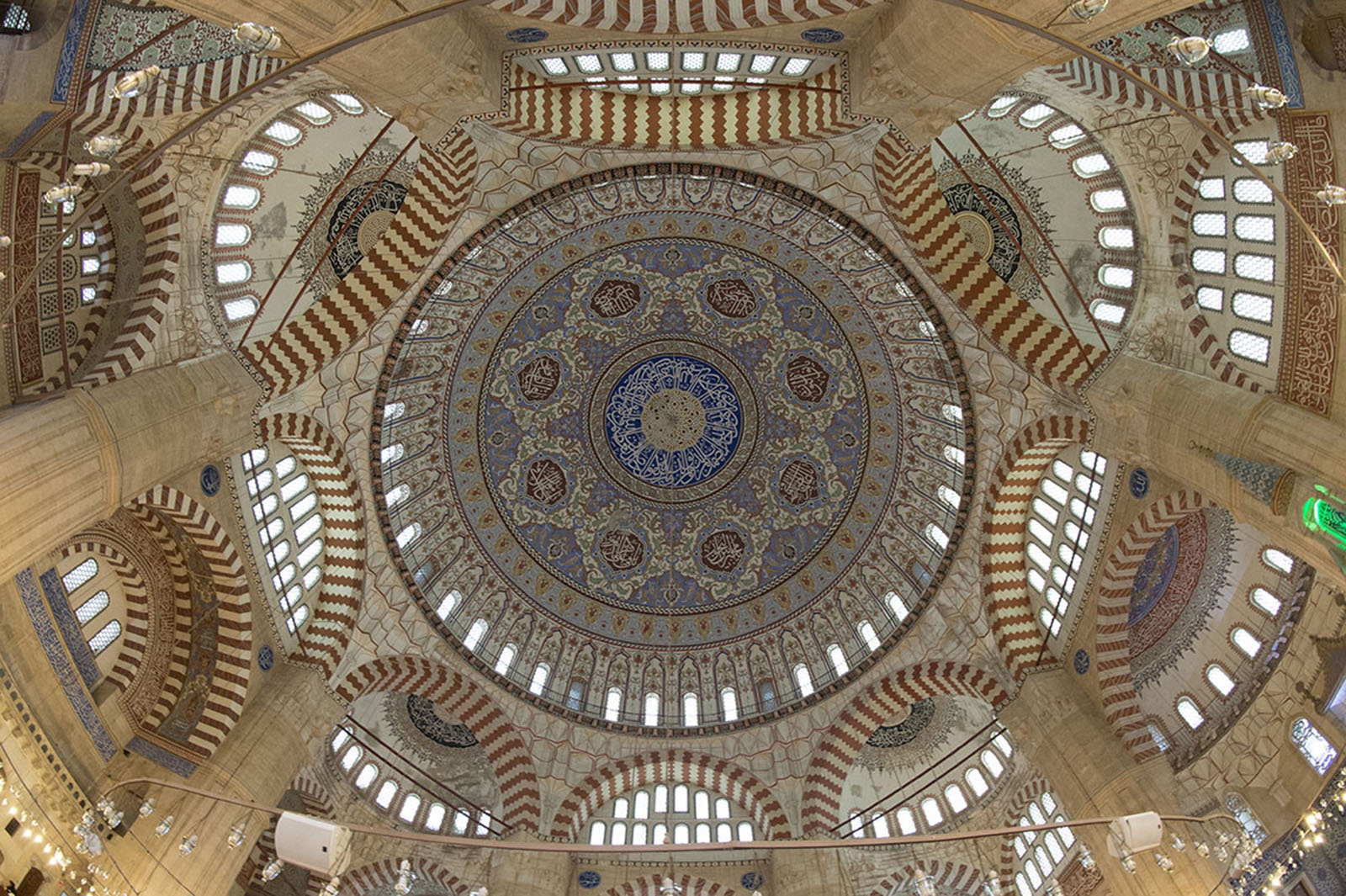
Vista general de la cúpula principal
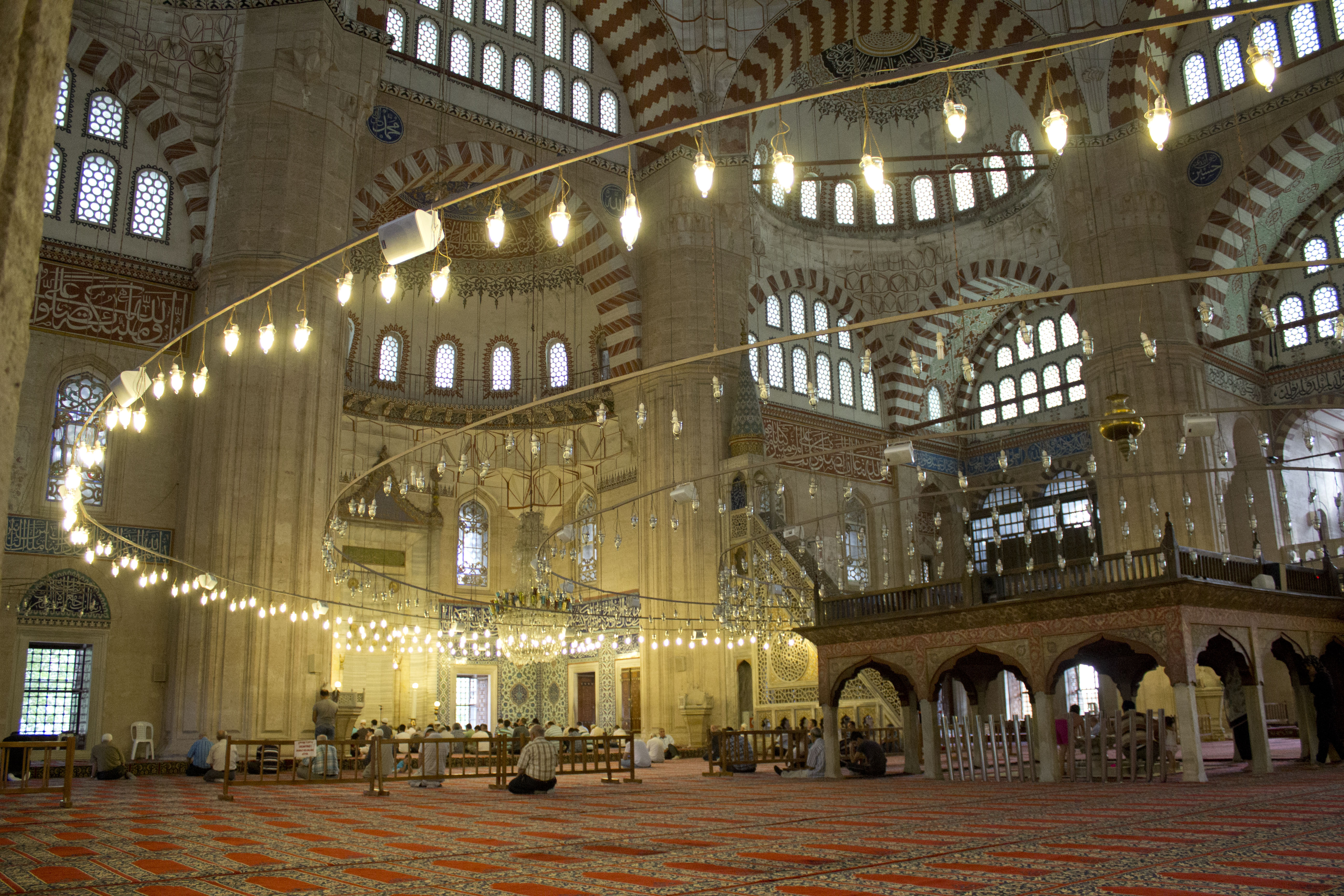
Vista general del interior
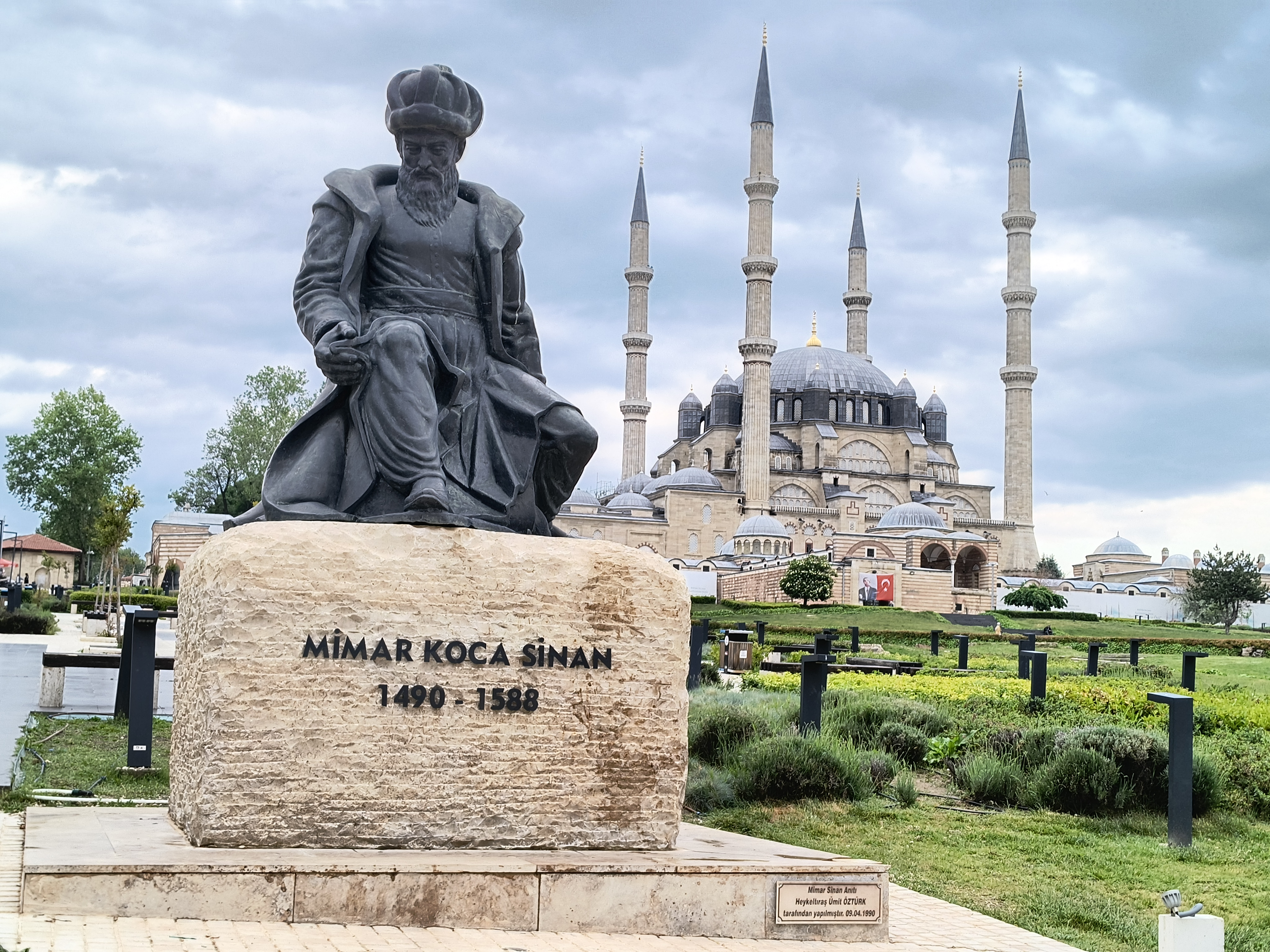
Mezquita Selimiye y el monumento de su arquitecto Mimar Sinan